# Ligne de La Chapelle-Anthenaise à Flers
La ligne de La Chapelle-Anthenaise à Flers est une ancienne ligne du réseau ferré national français, qui traversait les départements de l'Orne et de la Mayenne. C'était un élément de la ligne Caen - Laval, relation commerciale reliant entre elles les villes de Caen et Laval par Flers et Mayenne.

## Histoire

### Mise en service
La ligne de Laval à Mayenne est déclarée d'utilité publique le 31 août 1860. Elle est concédée à titre définitif à la Compagnie des chemins de fer de l'Ouest, en même temps que la ligne Caen - Flers, par une convention signée le 1er mai 1863 entre le ministre des Travaux publics et la compagnie. Cette même convention concède à titre éventuel la section de Mayenne à Flers. Cette convention est approuvée par décret impérial le 11 juin 1863. Le décret du 13 août 1864 déclare d'utilité publique le prolongement de la ligne de Mayenne jusqu'à Flers et sa concession à titre définitif à la compagnie de l'Ouest afin de former une ligne unique entre Caen et Laval.
La ligne est ensuite ouverte en plusieurs sections :
- le 6 novembre 1866 entre La Chapelle-Anthenaise et Mayenne ;
- le 18 mai 1874 entre Flers et Domfront ;
- le 21 septembre 1874 entre Domfront et Mayenne.

### Fermeture
La ligne entre La Chapelle-Anthenaise (Laval) et Mayenne est fermée en 1970.
Le raccordement de Messei a été déclassé du réseau ferré national en 1996.

## Reconversion en voie verte
La ligne a été reconvertie en voie verte entre Flers et Domfront et de la limite départementale entre Ambrières-les-Vallées et Céaucé à son extrémité sud près de La Chapelle-Anthenaise.[réf. nécessaire]

## Projets
Le député UMP de la troisième circonscription de la Mayenne, Yannick Favennec, s'est exprimé en 2005 sur la réouverture au trafic ferroviaire de la section entre la gare de Laval et celle de Mayenne. En 2009, le Conseil Régional a commandé une étude de faisabilité sur cette réouverture pour estimer le potentiel de voyageurs de la ligne. En 2012, il souhaite commander une étude permettant de comparer le bilan carbone du mode actuel (assuré par autocar) face au mode ferroviaire. Aucune suite n'a été donnée.

## Galerie de photographies

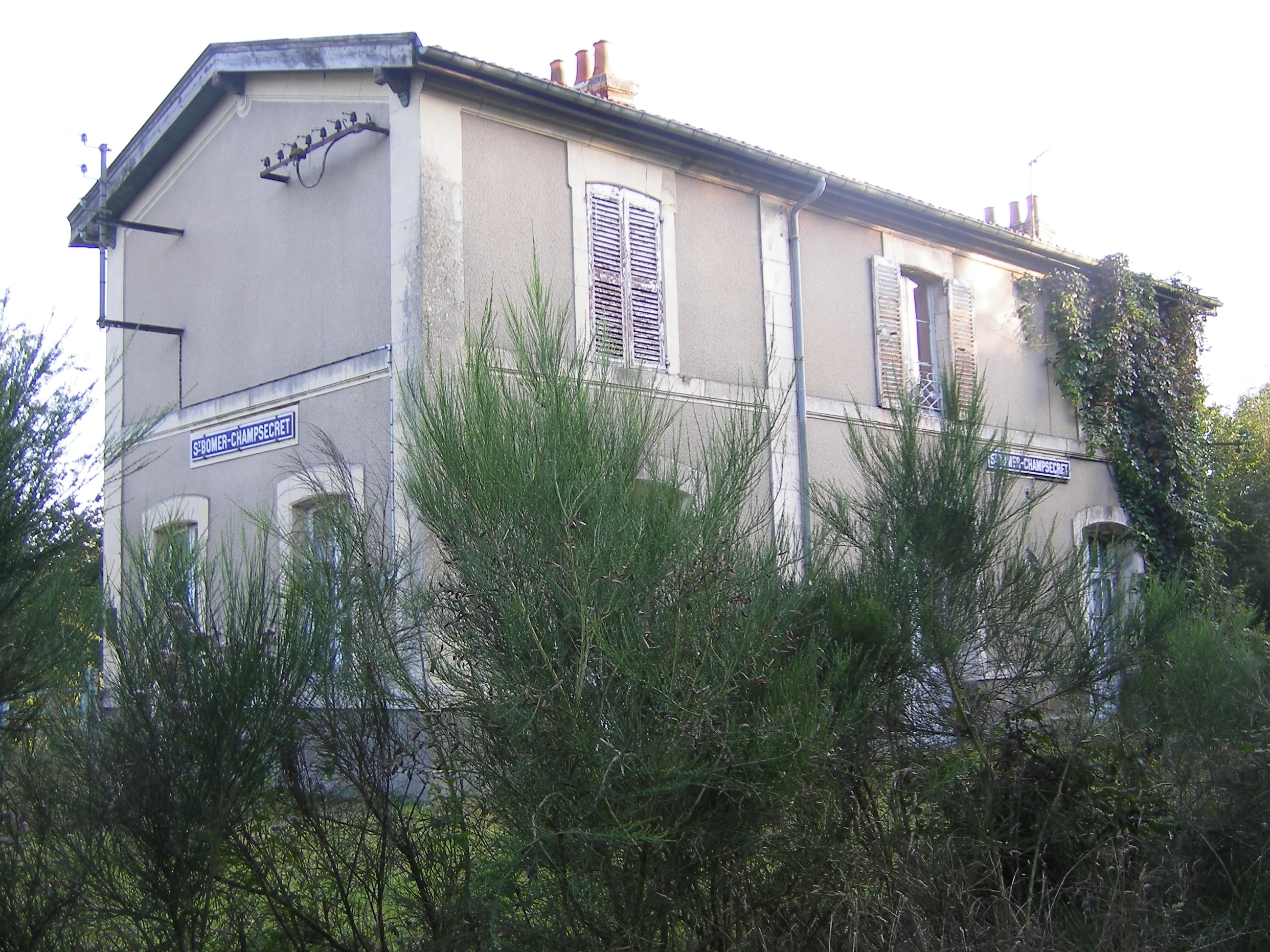
Bâtiment voyageurs de Saint-Bomer - Champsecret, de type Ouest.
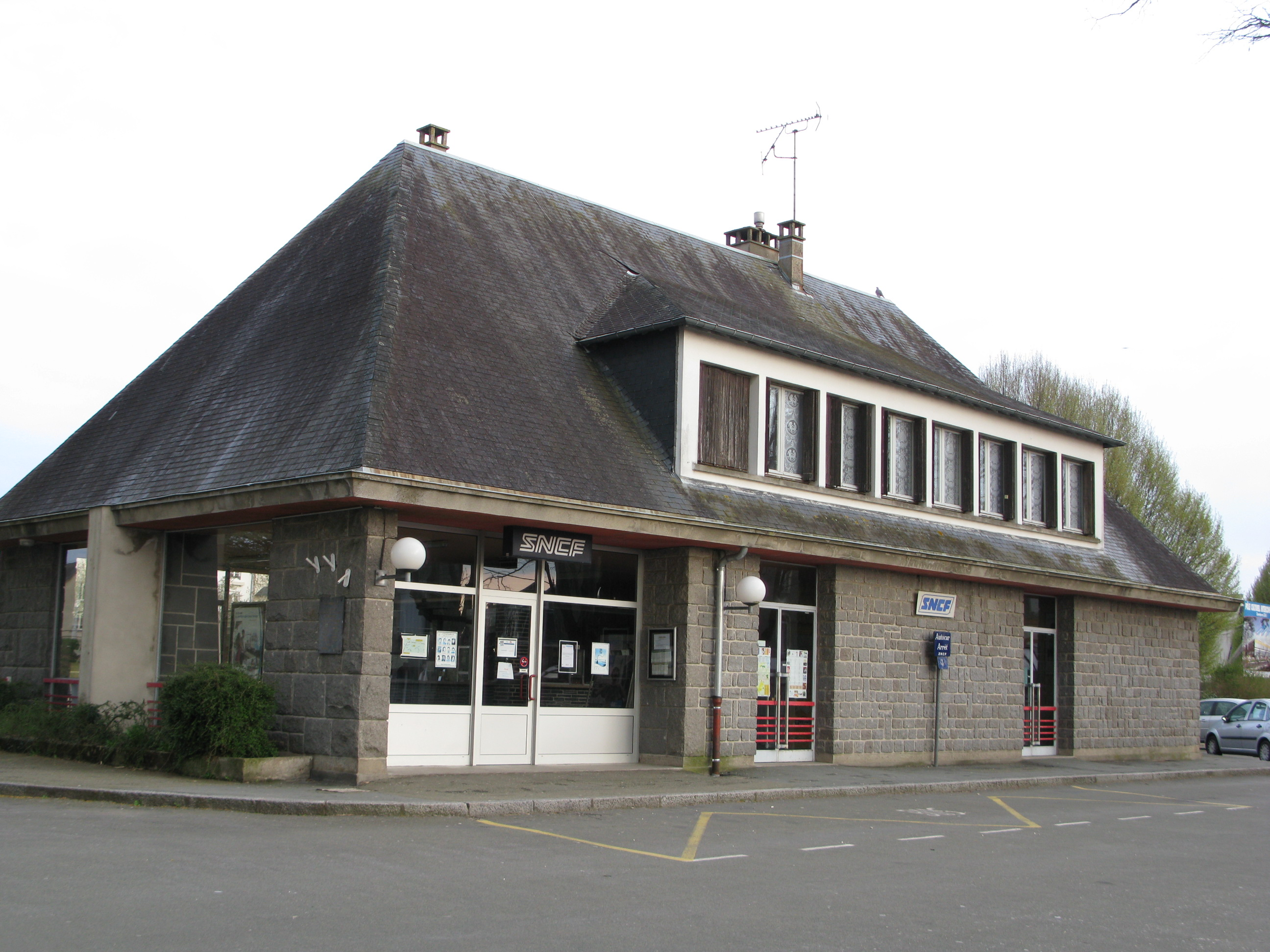
Ancien bâtiment voyageurs de Mayenne, reconstruit.
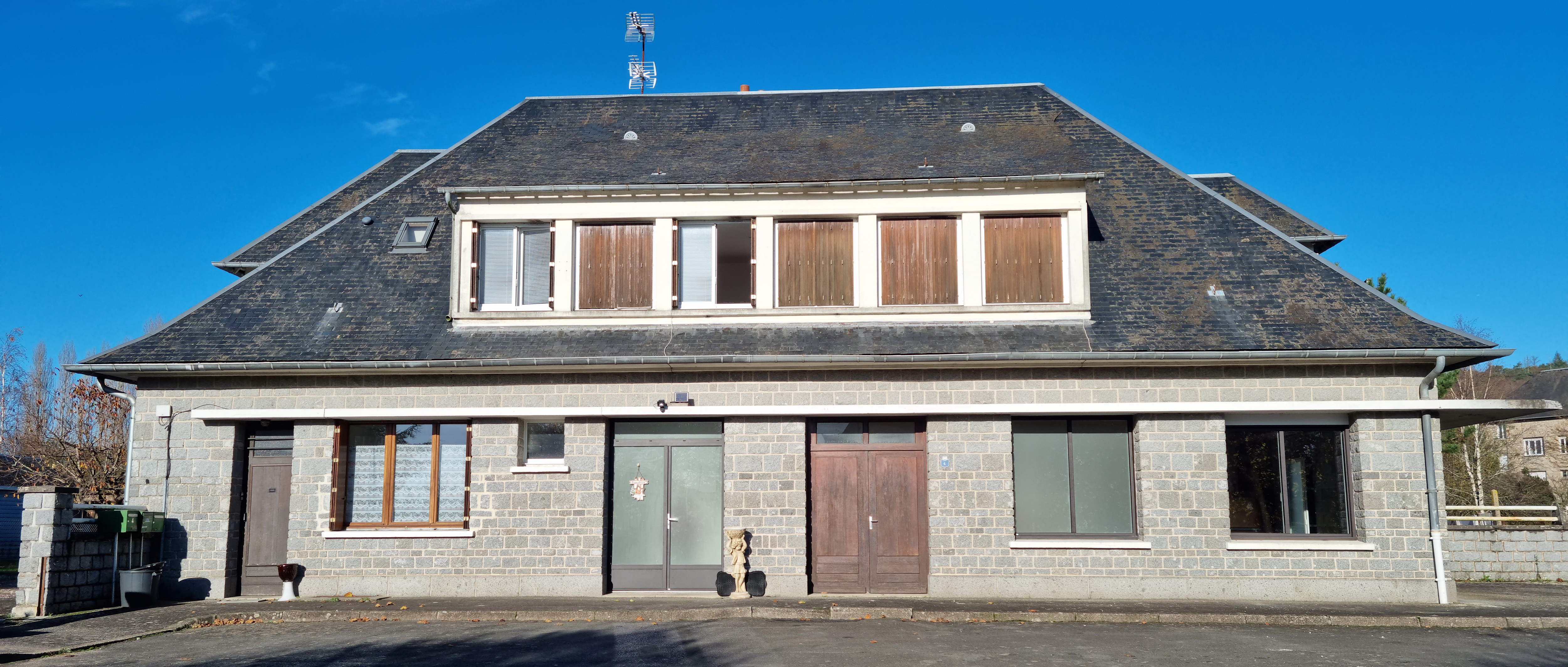
Ancien bâtiment voyageurs de Domfront, reconstruit.
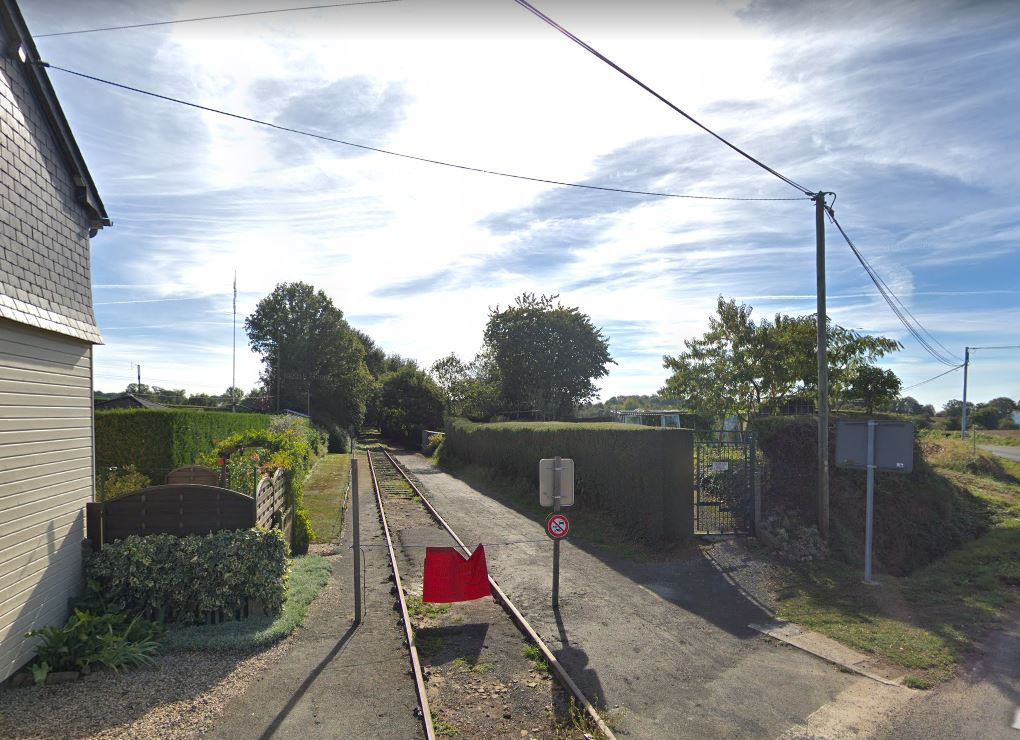
Vélo-rail à Saint-Loup-du-Gast.